# Emil Westberg
Emil Westberg (* 1. April 1983 in Örnsköldsvik) ist ein ehemaliger schwedischer Skispringer.

## Werdegang
Westberg gab sein internationales Debüt im August 2000 im Rahmen des Skisprung-Grand-Prix in Hinterzarten, wo er mit der Mannschaft den 11. Rang erreichte. Seinen Durchbruch erreichte Westberg in der Saison 2000/01 im Skisprung-Continental-Cup. Nachdem er in den ersten Wettbewerben eher schwache Ergebnisse erzielt hatte, sprang er am 24. Februar 2001 in Chamonix-Mont-Blanc erstmals unter die besten zwanzig und erreichte mt dem 13. Platz auch seine ersten Continental-Cup-Punkte. Auch im zweiten Springen konnte er punkten. Am 16. März 2001 sprang er vom Paradiskullen in seiner Heimatstadt Örnsköldsvik auf den dritten Rang und erreichte so sein erstes Podium, welches am Ende zum 60. Platz in der Continental-Cup-Gesamtwertung führte, nachdem er im zweiten Springen Platz 20 und in Hede noch einmal den neunten Rang ersprang. Am 7. März 2001 gab er sein Debüt im Skisprung-Weltcup. Dabei erreichte er im schwedischen Falun den 47. Platz und schied damit ohne Punkte bereits nach dem ersten Durchgang aus.
In den folgenden Jahren gelang es ihm im Continental Cup nicht, wieder an diesen Erfolg anzuknüpfen. Im Sommer 2002 erreichte er in seinem einzigen Springen in Falun lediglich einen 36. Platz und auch in der Saison 2002/03 kam er in keinem Springen in den zweiten Durchgang. Beste Platzierung war ein 35. Platz in Engelberg. Am 6. März 2004 wurde er noch einmal für ein Teamspringen im Weltcup nominiert und erreichte gemeinsam mit Andreas Arén, Isak Grimholm und Johan Eriksson den achten Rang in Lahti. Es blieb sein letzter internationaler Einsatz für die kommenden zwei Jahre.
Im September 2006 startete Westberg noch einmal für zwei Springen in seiner Heimatstadt Örnsköldsvik im Rahmen des FIS Cups, wobei er mit den Plätzen 18 und 26 insgesamt 18 Punkte erreichte und am Ende den 124. Platz der Gesamtwertung belegte.

## Erfolge

### Continental-Cup-Platzierungen
| Saison  | Platz | Punkte |
| ------- | ----- | ------ |
| 2000/01 | 060.  | 156    |

### FIS-Cup-Platzierungen
| Saison  | Platz | Punkte |
| ------- | ----- | ------ |
| 2006/07 | 124.  | 018    |